# François Dequevauviller
François-Nicolas-Barthélemy Dequevauviller  (1745 - Paris, 3 avril 1817) est un dessinateur et graveur français.

## Biographie
François Dequevauviller, parfois écrit « Dequevauvillers », est né à Abbeville. 
Il devient l'élève de Jean Daullé. 
De 1781 à 1786, il voyage, d'abord en Italie puis en Palestine avant d'explorer les cotes de la Méditerranée.
Il tient une échoppe parisienne avant la Révolution française rue Saint-Hyacinthe, et travaille en société avec Jacques Couché. Vers 1791, il travaille avec le graveur Pierre-François Laurent (1739-1809).
Ses gravures sont recherchées, elles connurent un certain succès par leurs effets de lumière.
Son fils, François-Jacques Dequevauviller (1783-1848) est également graveur, né de Marguerite-Angélique-Scolastique de Poilly, le couple s'étant marié le 12 septembre 1774 à Abbeville.

## Œuvre
Albums collectifs :
- Voyage de Naples et des Deux Siciles (1781-1786) ;
- Voyage de la Syrie, de la Phénicie et de la Palestine ;
- Jean-Benjamin de La Borde (dir.), Tableaux pittoresques, physiques, historiques, moraux, politiques et littéraires de la Suisse et de l'Italie, d'après Alexis-Nicolas Pérignon ;
- La Borde (dir.), Description générale et particulière de la France ;
- Galerie du Palais Royal (1786) ;
- Galerie de Florence ;
- Musée Français ;
- Recueil de combats et d'expéditions maritimes (1797)[3] ;
- « La Sortie du palais des Tuileries », dans Le sacre de S. M. l'Empereur Napoléon (1805-1810)[4].

D'après Nicolas Lavreince :
- L'Assemblée au Salon (1783) ;
- Le Lever et le Coucher des ouvrières en modes (1784), deux estampes ;
- L'Assemblée au concert ;
- Le Contretemps ;
- L'École de danse.

D'après Alexandre-Joseph Desenne :
- Portrait de Charles XII de Suède.

D'après Antoine Borel :
- L'Indiscret.